# Universität Yaoundé

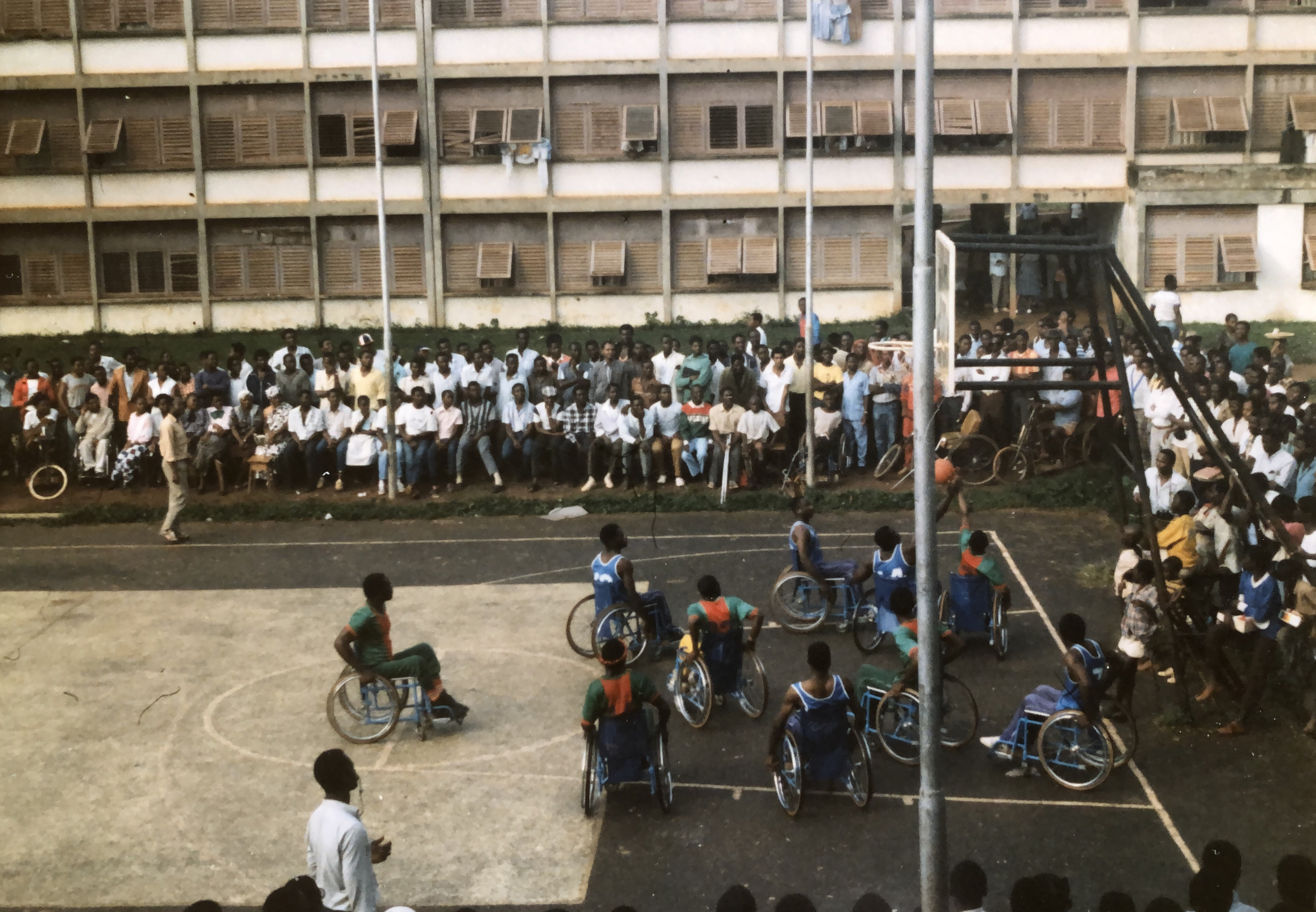
Universität Yaounde – Rollstuhlbasketballwettbewerb, auf dem Basketballplatz neben den Studentenwohnheimen (1989)

Die Universität Yaoundé, auch Universität von Jaunde (englisch University of Yaoundé, französisch Université de Yaoundé) war die größte und führende Universität in Kamerun. Sie wurde 1993 aufgelöst und ging in der Universität Yaoundé I und in der Universität Yaoundé II auf.

## Geschichte
Im Oktober 1961 wurde eine erste Hochschuleinrichtung mit dem Namen Institut d'études universitaires gegründet. Kurz darauf, am 26. Juli 1962, entstand die Université Fédérale du Cameroun (engl.: Federal University of Yaoundé), die erste Universität Kameruns. Sie wurde mit Hilfe französischer Unterstützung errichtet. 1972 entfiel, infolge der staatlichen Umstrukturierung von einem Bundes- zu einem Einheitsstaat, das „Fédérale“ aus dem Namen und die Uni nahm den Namen Université de Yaoundé an. In den 1980er Jahren wurden an der Universität vier lokale Campus ausgebaut. In den 1990er-Jahren war die Universität überlastet. Konzipiert für 5000 Studenten studierten dort 40.000 Studenten. Zum Teil wurde über Korruption beim Lehrpersonal geklagt.
1993 wurde die Universität im Zuge einer Universitätsreform in zwei Universitäten aufgeteilt. Seitdem gibt es die Universität Yaoundé I und die Universität Yaoundé II.
Die Reformen waren durch Liberalisierungsmaßnahmen geprägt. Unter anderem kam es zur Einführung von Studiengebühren. Die Reformen lösten einen breiten Protest aus. Dieser dauerte von 1990 bis 1996 an und zog eine in der kamerunischen Geschichte beispiellose Welle der Gewalt nach sich. Diese war auch gekennzeichnet durch Brüche innerhalb der Studentenschaft, die entlang von Parteigrenzen und ethnoregionaler Zugehörigkeit verliefen.